# Sanitarium
Sanitarium es un videojuego de terror y de aventura gráfica realizado en 1998 por ASC Games. Es un thriller psicológico que fue alabado por su atmósfera y originalidad. Combina los escenarios llenos de objetos de miedo y sangre con una música lenta y tenebrosa.

## Desarrollo del juego
El juego consiste en ir recogiendo objetos para usarlos y así resolver los puzles y poder proseguir en la trama. Hay un total de nueve capítulos, todos ellos ambientados en sitios de terror y afectados por fenómenos extraños. Los diferentes capítulos transcurren en sitios reales o bien imaginarios, que no tienen nada que ver con el juego en sí, pero que son causa del horror psicológico del protagonista. Hay diversos minijuegos que se realizan con el ratón clicando de un lado a otro. El juego usa una perspectiva en tercera persona junto con gráficos 2D. El juego está en inglés, ya que nunca fue traducido por ninguna compañía y lo único que existe son parches de aficionados a nuestro idioma. Contiene bases de humor negro.
Poco a poco, según se avanza y ayuda a la gente, el protagonista sufre repentinos flashbacks, empezando por su niñez hasta el momento del accidente y con un comienzo en blanco y negro hasta los recuerdos finales que son en color. Hay momentos en los que sufre un cambio de cuerpo:
- Primero el de su hermana, teniendo que revivir cosas del pasado de su hermana fallecida.
- El segundo es como un monstruo de cómics, en el que debe salvar a su raza.
- El tercero es como enviado de los dioses aztecas, ayudando a un poblado a sobrevivir de Quetzalcóatl.

## Argumento (Spoilers)
Sanitarium cuenta la historia de un hombre que sufrió un accidente en coche y que le produjo amnesia. Cuando despierta se encuentra en un psiquiátrico. Desde allí comienza su aventura para recordar quién era y qué hacía, mientras que es engañado psicológicamente y sufre pesadillas, ilusiones, flashbacks y acontecimientos de cambio de cuerpo en su mente. Ésta es una continua lucha por recordar quién es y contra un amigo suyo, jefe de su equipo de investigación, que lo intenta matar. Según ocurre esto, descubre secretos acerca de él que ponen en peligro su vida. Hasta que al final, logra recordar todo y descubre todo el secreto. En ese instante, comienza su lucha directo por su vida y por regresar a su mundo.

## Niveles del juego
The Tower Cells
The Innocent Abandoned
The Courtyard and Chapel
The Circus of Fools
The Cave
The Mansion
The Laboratory
The Hive
The Morgue and Cemetery
The Lost Village
The Maze
The Gauntlet
Morgan's Last Game

## Curiosidades
Tumbas de los diseñadores
En el capítulo siete, The Morgue and Cemetery, hay lápidas que contienen el nombre de la gente que trabajó en el juego. Si se hace click con el ratón sobre ellas, se puede leer el nombre y un gracioso epíteto de humor negro. Más adelante, en el capítulo nueve, The Gauntlet, vuelven a aparecer. Esta vez contienen los nombres de PNJ importantes del juego.
- Tamaño del equipo: 37 hombres y una mujer
- Tiempo de producción: 16 meses
- Utilidades usadas: 3D Studio MAX, Adobe After Effects, Adobe Photoshop, Adobe Premiere, Cool Edit Pro, DeBabelizer Pro, FileMaker Pro, Inprise's Delphi, Inprise's Paradox, Microsoft Project, Microsoft Word, Smacker vídeo codec, Sound Forge, Strata MediaPaint, Visual C++, Visual SourceSafe.